# Wojewódzka Biblioteka Publiczna im. Hieronima Łopacińskiego w Lublinie
Wojewódzka Biblioteka Publiczna im. Hieronima Łopacińskiego w Lublinie – biblioteka naukowa będąca instytucją kultury samorządu województwa lubelskiego, w 2002 wyodrębniona z Wojewódzkiej i Miejskiej Biblioteki Publicznej im. H. Łopacińskiego. Wywodzi się z założonej w 1907 książnicy Towarzystwa Biblioteki Publicznej im. H. Łopacińskiego. Jej patron, Hieronim Łopaciński, był językoznawcą, etnografem, historykiem i bibliofilem, którego księgozbiór liczący ponad 12 tys. tomów stanowił zalążek zbiorów biblioteki.

## Historia
Po tragicznej śmierci Hieronima Łopacińskiego 24 sierpnia 1906 roku w 1907 roku powstało Towarzystwo Biblioteki Publicznej jego imienia, które stworzyło książnicę opartą na zbiorach zmarłego uczonego. Mimo kryzysu w dwudziestoleciu międzywojennym oraz trudności czynionych przez okupanta hitlerowskiego w czasie II wojny światowej biblioteka doczekała spokojnego rozwoju w okresie Polski Ludowej. W wyniku rozporządzania Kierownika Resortu Oświaty Polskiego Komitetu Wyzwolenia Narodowego z 30 listopada 1944 r. Biblioteka Łopacińskiego stała się miejscem gromadzenia egzemplarzy obowiązkowych dla wszystkich bibliotek wojewódzkich. W 1948 połączono ją z Miejską Biblioteką Publiczną w Lublinie, a następnie w 1955 przekształcono w placówkę wojewódzką (po 1989 nosiła nazwę: Wojewódzka i Miejska Biblioteka Publiczna im. H. Łopacińskiego). W 1965 jednostka uzyskała status biblioteki naukowej i utrzymuje go nadal. W 2002 nastąpiło rozdzielenia na podmiot wojewódzki i miejski, przy czym ten pierwszy stał się jednostką samorządu województwa lubelskiego a drugi jednostką gminy Lublin.

## Funkcja
Biblioteka jest naczelnym elementem systemu bibliotek publicznych województwa lubelskiego, w którego skład wchodzą 223 biblioteki powiatowe, miejskie i gminne, a także ok. 355 filii bibliotecznych. Jej zadaniem jest również dokształcanie i doskonalenie zawodowe bibliotekarzy. Placówka ma obowiązek współpracować z władzami publicznymi oraz organizacjami pozarządowymi. Biblioteka ściśle współpracuje ze Stowarzyszeniem Bibliotekarzy Polskich. Od 1955 roku jest siedzibą Zarządu Okręgu SBP w Lublinie.

## Zbiory
W stanie na dzień 31 grudnia 2011 biblioteka posiadała w zbiorach ogółem 480 240 jednostek według następującej specyfikacji: wydawnictwa zwarte 380 751 woluminów; wydawnictwa ciągłe: 43 620 jednostek; zbiory specjalne: 176 001 jednostek.

## Wydawnictwa
W bibliotece wydawane są dwa periodyki: rocznik naukowy „Bibliotekarz Lubelski” oraz kwartalnik „Dostrzegacz Biblioteczny”. Biblioteka była też wydawcą "Bibliografii Lubelszczyzny" w latach 1963-2019.

## Dyrekcja
- Andrzej Rolla (od października 2023)[6]
- Tadeusz Sławecki (kwiecień 2016 - październik 2023)[7]

## Siedziba
Obecną siedzibę przy ul. Gabriela Narutowicza 4 biblioteka otrzymała w 1939. W 2007 obiekt został rozbudowany o nowe skrzydło sfinansowane m.in. z funduszy Unii Europejskiej, w którym mieszczą się m.in. wypożyczalnia, czytelnie (czasopism i internetowa), sala konferencyjna i magazyny. Rozbudowy dokonano według projektu architektonicznego „Rozbudowa Wojewódzkiej Biblioteki Publicznej im. H. Łopacińskiego”. Konkurs wygrała firma „STELMACH I PARTNERZY” Biuro Architektoniczne Sp. z o.o. Projektowany budynek, ze względu na wymogi konserwatorskie, składa się z części podziemnej przeznaczonej na magazyn książkowy, pomieszczeń technicznych oraz powierzchni bibliotecznych i administracyjnych oraz z części nadziemnej przeznaczonej na funkcje biblioteczne.